# كارلوس هيريديا
كارلوس هيريديا (بالإسبانية: Carlos Heredia)‏ هو اقتصادي مكسيكي، ولد في 18 أكتوبر 1956 في تامبيكو في المكسيك.